# Chiesa di San Marco (Pistoia)
La ex chiesa di San Marco si trovava, a Pistoia, in via porta San Marco.

## Storia e descrizione
La chiesa venne edificata nel 1181 ed era unita al vicinissimo monastero vallombrosano di San Michele in Forcole, di origine longobarda. Inglobata in città con l'allargamento della cinta muraria nel XIV secolo, Nel 1779, con il trasferimento dei monaci, vennero spostati anche gli arredi e le opere d'arte di San Marco, che venne destinata a cappella mortuaria. Dopo essere stata sconsacrata venne ceduta a privati. Oggi è visibile solo una parte del paramento murario originario, sul lato sinistro.